# Zell am See (district)
Het politieke district Zell am See is gelijk aan de Pinzgau, de meest westelijke streek van de Oostenrijkse deelstaat Salzburg.

## Onderverdeling
Het district Zell am See is onderverdeeld in 28 gemeenten, waaronder 2 steden.
Steden
- Saalfelden am Steinernen Meer (15.093)
  - Almdorf, Bachwinkl, Breitenbergham, Bsuch, Deuting, Dorfheim, Euring, Gerling, Haid, Harham, Hof, Hohlwegen, Kehlbach, Lenzing, Letting, Marzon, Mayrhofen, Niederhaus, Obsmarkt, Pabing, Pfaffenhofen, Pfaffing, Rain, Ramseiden, Ruhgassing, Saalfelden am Steinernen Meer, Schinking, Schmalenbergham, Schmieding, Schützing, Thor, Uttenhofen, Weikersbach, Wiesersberg, Wiesing
- Zell am See (9638)
  - Bruckberg, Erlberg, Schmitten, Thumersbach, Zell am See

Marktgemeinden
- Lofer (1943)
  - Au, Faistau, Hallenstein, Lofer, Mayrberg, Scheffsnoth
- Mittersill (5930)
  - Arndorf, Burk, Felben, Feldstein, Jochberg, Jochbergthurn, Klausen, Lämmerbichl, Loferstein, Mayrhofen, Mittersill, Oberfelben, Paßthurn, Rettenbach, Schattberg, Spielbichl, Thalbach, Unterfelben, Weißenstein
- Neukirchen am Großvenediger (2616)
  - Mitterhohenbramberg, Neukirchen am Großvenediger, Rosental, Sulzau
- Rauris (3107)
  - Bucheben, Fröstlberg, Grub, Hundsdorf, Marktrevier, Rauris, Seidlwinkl, Unterland, Vorstanddorf, Wörth, Wörtherberg
- Taxenbach (2918)
  - Berg, Brandenau, Großsonnberg, Großsonnberg, Gschwandtnerberg, Hasenbach, Höf, Högmoos, Hopfberg, Hundsdorf, Kleinsonnberg, Lacken, March, Schackendorf, Schackendorf, Taxberg, Taxenbach, Thannberg

Gemeinden
- Bramberg am Wildkogel (3895)
  - Bicheln, Bramberg am Wildkogel, Dorf, Habach, Leiten, Mühlbach, Mühlberg, Obermühlbach, Schönbach, Schweinegg, Wenns, Weyer
- Bruck an der Großglocknerstraße (4430)
  - Brandenau, Bruck an der Großglocknerstraße, Fischhorn, Gries, Hauserdorf, Hundsdorf, Krössenbach, Niederhof, Pichl, Reit, Sankt Georgen, Steinbach, Vorfusch, Winkl
- Dienten am Hochkönig (800)
  - Berg, Bodenberg, Dorf, Schattberg, Schwarzenbach, Sonnberg
- Fusch an der Großglocknerstraße (754)
  - Taxenbacher-Fusch, Zeller-Fusch
- Hollersbach im Pinzgau (1159)
  - Arndorf, Grubing, Hollersbach im Pinzgau, Jochberg, Jochberg, Lämmerbichl, Reitlehen, Rettenbach
- Kaprun (2903)
- Krimml (886)
  - Hochkrimml, Oberkrimml, Unterkrimml
- Lend (1604)
  - Berg, Embach, Heuberg, Lend, Teufenbach, Urbar, Winkl
- Leogang (3035)
  - Berg, Ecking, Grießen, Hirnreit, Hütten, Leogang, Madreit, Otting, Pirzbichl, Rain, Rosental, Schwarzleo, Sinning, Sonnberg, Sonnrain, Ullach
- Maishofen (3026)
  - Atzing, Maishofen, Mitterhofen
- Maria Alm am Steinernen Meer (2143)
  - Aberg, Alm, Bachwinkl, Enterwinkl, Griesbachwinkl, Hinterthal, Krallerwinkl, Schattberg, Schloßberg, Sonnberg
- Niedernsill (2413)
  - Aisdorf, Ematen, Gaisbichl, Jesdorf, Lengdorf, Niedernsill, Steindorf
- Piesendorf (3481)
  - Aufhausen, Hummersdorf, Piesendorf, Walchen
- Saalbach-Hinterglemm (3020)
  - Hinterglemm, Saalbach
- St. Martin bei Lofer (1151)
  - Gumping, Kirchental, Obsthurn, St. Martin bei Lofer, Wildental
- Stuhlfelden (1539)
  - Bam, Dürnberg, Pirtendorf, Stuhlfelden, Wilhelmsdorf
- Unken (1956)
  - Gföll, Niederland, Reit, Unken, Unkenberg
- Uttendorf (2813)
  - Hofham, Köhlbichl, Litzldorf, Pölsen, Quettensberg, Schwarzenbach, Stubach, Tobersbach, Uggl, Uttendorf
- Viehhofen (635)
- Wald im Pinzgau (1176)
  - Hinterwaldberg, Lahn, Vorderkrimml, Vorderwaldberg, Wald
- Weißbach bei Lofer (406)
  - Frohnwies, Hintertal, Oberweißbach, Pürzlbach, Unterweißbach

(alle inwoneraantallen volgens de stand op 15 mei 2001)